# Леукип из Елеје
Леукип из Елеје (грч. Λεύκιππος) на Криту живео је око 450. п. н. е. био је ученик Зенона из Елеје и први који је објашњавао атомистичко учење.

## Основе Леукиповог учења
Према писању Диогена Лаертија, Леукип је први одредио атоме, недељива тела, као почетак свега. Његова изворна дела нису сачувана, него о његовом учењу сазнајемо посредно из дела која су написали други филозофи и писци (Аристотел, Диоген Лаертије, ...).
Да би одбацио нелогично Зеноново учење по коме нема кретања и објаснио појавни свет, Леукип је говорио је да постоји празнина, или да насупрот свему што постоји, постоји и потпуно ништа(вило) и да то омогућава кретање. Према једном тумачењу Леукип је учио да “светови настају падањем тела (атома) у празан простор и њиховим мешањем једних са другим. Према другом, Леукип је учио да се атоми појављују у ништа(вилу), тако ништа(вило) нестаје, а настаје свет. Основу атомистичког учења тако чини занисао недељивих атома који се крећу у празнине и тако стварају свет.
Леукипово атомистичко учење се можда преко Протагора пренело до Демокрита.